# هولا پریستان
هولا پریستان (به اوکراینی: Го́ла При́стань) شهری در استان خرسون در کشور اوکراین است. جمعیت این شهر ۱۳,۷۶۰ نفر (۲۰۲۱ تخمینی) است.

## نگارخانه

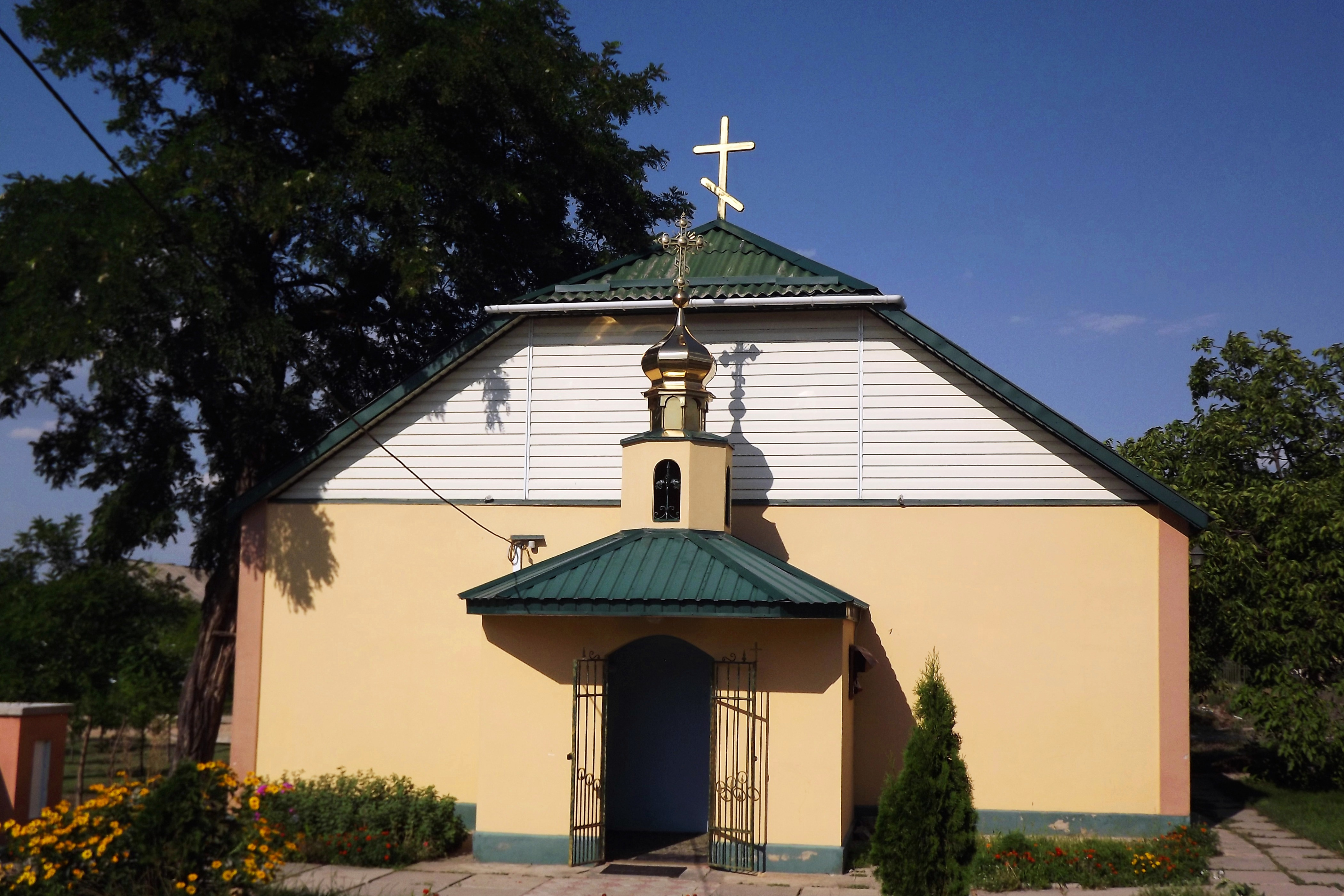
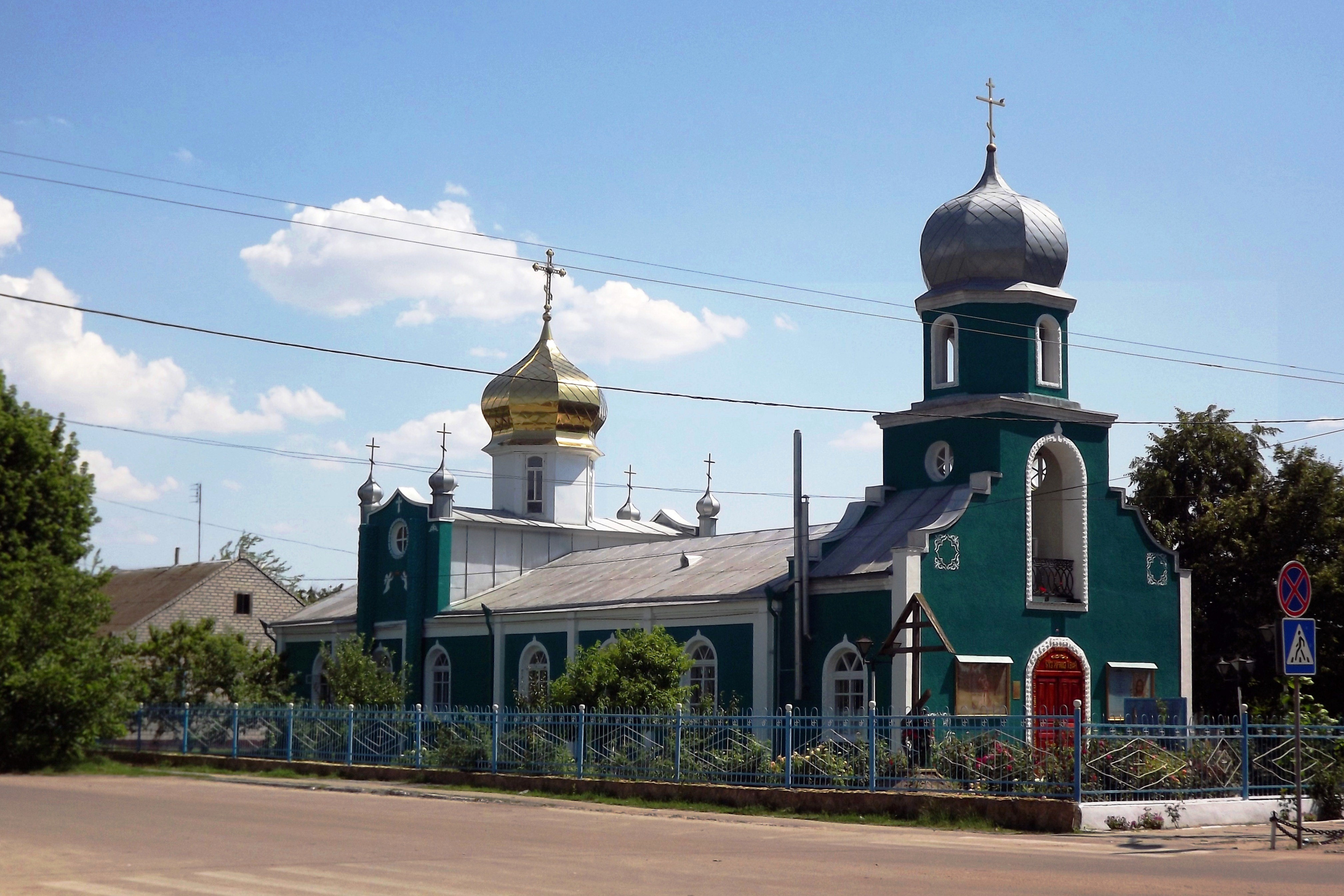